# Filips van Lalaing (1499-1550)
Filips van Lalaing (1499 – 2 april 1550), bijgenaamd de "bastaard van Lalaing", was hofmeester aan het hof  van Margaretha van Oostenrijk en later haar ambassadeur aan het Franse hof. Filips van Lalaing was het resultaat van een kortstondige relatie tussen Antoon I van Lalaing en Ysabeau, bastaard van Haubourdin.

## Achtergrond
Zijn vader, Antoon van Lalaing, was een zeer machtige heer en een van de belangrijkste steunpilaren binnen de adel van de Lage Landen. Antoon verwierf het vertrouwen van Margaretha van Oostenrijk en werd haar meest vertrouwde adviseur. Hij bekleedde verschillende functies: raadgever van de Geheime Raad, vervolgens van de Raad van State, hoofd van de financiën, gouverneur van Holland, Zeeland en Friesland. In 1518 werd zijn land Hoogstraten verheven tot graafschap.

## Carrière
Antoon de Lalaing gebruikte zijn invloed bij de tante van Karel V om de sociale promotie van zijn bastaardzoon, gelegaliseerd in maart 1524, te bevorderen. Filips van Lalaing trad in dienst bij Margaretha van Oostenrijk als jonge erepage en werd in 1527 een van haar meesters aan het hof. In deze hoedanigheid vergezelde hij haar tijdens onderhandelingen over de Damesvrede van Kamerijk met Louise van Savoye, regentes van Frankrijk. Na de Vrede van Kamerijk in augustus 1529, belastte Margaretha de jonge edelman met een ambassadeursrol aan het Franse hof om toezicht te houden op de naleving van het verdrag door de Fransen. Op 11 september 1529 werd hij ontvangen aan het hof van Frans I. De gouvernante van de Lage Landen introduceerde hem als "wijs en discreet, loyaal zoals de familie waartoe hij behoort" en vroeg Louise van Savoye hem alle vertrouwen te schenken "omdat hij de zoon van zijn vader is".
Begin 1530 voegde Margaretha van Oostenrijk een tweede ambassadeur toe aan het Franse hof, de jurist François de Bonvalot uit Besançon. De twee mannen werkten samen om de uitvoering van de clausules van de Vrede van Kamerijk te waarborgen.
Onder het voorwendsel van de zwangerschap van zijn vrouw Florence de Rechem en vanwege de lage beloning voor zijn ambassadeurspost ("omdat ik weinig krijg, slechts zes florijnen en ik geef er meer dan acht uit, zonder de extra kosten... waardoor ik uit mijn eigen middelen meer dan 900 of 1000 florijnen heb uitgegeven"), vroeg Filips van Lalaing zijn vader om zijn terugtrekking. Op 20 september 1530 verleende de gouvernante dit verzoek "vanwege de indispositie van uw vrouw en zodat u orde op zaken kunt stellen". Zijn missie eindigde op 10 november.
Na het overlijden van Margaretha van Oostenrijk op 1 december 1530, de grote beschermvrouwe van de Lalaings, wijdde Philips zich aan het beheer van zijn heerlijkheden La Mouillerie en Maffle. In 1540 verhuisde hij naar Hoogstraten, waar hij de eerste edelman werd van zijn neef met dezelfde naam Filips van Lalaing (1510-1555), de tweede graaf van Hoogstraten.
Zijn oudste zoon Jacques de Lalaing verwierf de heerlijkheid Zandbergen door zijn huwelijk met Marie d'Enghien, de erfgename van deze landerij. Na haar overlijden op 30 juli 1573 bleef Zandbergen in zijn bezit, wat zijn invloed in de regio verder versterkte. Deze tak van de Lalaings houdt nog altijd warme contacten met hun vroeger graafschap Hoogstraten door hun binding met de Gelmelzwaaiers.
Zijn dochter Antoinette de Lalaing was hofdame van diens vrouw, de tweede gravin van Hoogstraten, Anna Van Rennenberg van 1555 tot 1558. In 1563 trouwde ze met Gérard de Seclin, wiens wapenschild "blauw met drie gouden manen" was.

## Overlijden
Filips van Lalaing overleed op 2 april 1550 op 51-jarige leeftijd. Hij ligt begraven in de Sint-Barbarakerk in Culemborg. Op een koperen plaat aan een van de pilaren van de kerk staat een inscriptie ter herinnering aan zijn leven en werk. 
Op de koperen plaat staat de volgende inscriptie:

Cy devant gist noble et vertvexx Sr. Phle. B. de Lalaingenso vivant Chlr. Sr. de la Movllerie et de Maefle et maistre dostel de feve de lovable memoire tres havlte et tres excellente Princesse Madame Marquerite Archidveesse davstrice dovagiere de Savoye regent povr lemperevr Charles V de ce nom en ses Pays dembas alant quelquefois este envoie en legatio de par Sa Mate. Imp. vers le Roy de France, leqve apres le discovrs de LI ans en vertvevse codvite a rendv son ame a Diev le second lovr lavril lan XVCL.

Vrije vertaling: "Hier ligt de nobele en deugdzame heer Filips van Lalaing, bij leven ridder, heer van La Mouillerie en van Maefle, en meester van de huishouding van de zeer lovenswaardige herinnering en zeer hoge en zeer excellente prinses mevrouw Margaretha, aartshertogin van Oostenrijk, douairière van Savoye, regentes voor keizer Karel V in zijn Nederlandse landen. Hij werd soms in legatie gestuurd door Hare Majesteit de Keizerin naar de koning van Frankrijk. Na het verloop van 51 jaar in een deugdzaam leven, gaf hij zijn ziel terug aan God op de tweede dag van april in het jaar 1550."